# Vicente Guerrero (đô thị)
Vicente Guerrero là một đô thị thuộc bang Durango, México. Năm 2005, dân số của đô thị này là 20614 người.